# Joseph Pembaur den äldre

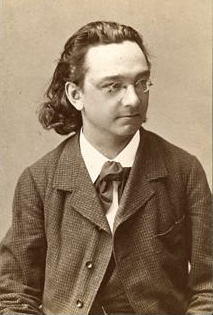
Joseph Pembaur den äldre.

Joseph Pembaur, född 20 april 1848 i Innsbruck, död där 19 februari 1923, var en österrikisk musiker. Han var far till Joseph Pembaur den yngre och Karl Pembaur.
Pembaur var 1875–1918 föreståndare och lärare vid musikskolan i Innsbruck samt akademisk musikdirektor. Han var en tonsättare i efterklassisk stil i synnerhet av visor och kantater. Bland hans större verk märks Gott der Weltenschöpfer och Die Wettertanne, bägge för manskör med orkester, symfonin In Tirol och operan Zigeunerliebe (1898). Han skrev bland annat Harmonie- und Melodielehre (1901).